# Abel Hernández
Abel Mathías Hernández Platero, né le 8 août 1990 à Pando, est un footballeur international uruguayen qui évolue au poste d'avant-centre.

## Biographie

### Carrière en club
Hernández quitte le CSKA Moscou à l'issue de la saison 2018-2019 après seulement une année au club.

### Carrière internationale
Abel Hernández fait sa première apparition sous le maillot de la Celeste le 11 août 2010, lors d'un match amical face à l'Angola d'Hervé Renard au Stade du Restelo à Lisbonne, au cours duquel il inscrit un but à la quatre-vingt-dixième minute (pour un score final 2 à 0), soit une vingtaine de minutes à peine après son entrée en jeu, en remplacement de Sebastián Abreu.
Abel Hernández disputa sa première compétition internationale lors de la Copa America 2011 où les uruguayens remporteront l'édition. L'année suivante, il est convoqué par Gustavo Ferreyra pour disputer les Jeux Olympiques 2012 à Londres.
Le 23 juin 2013, en Coupe des confédérations 2013, Hernández marque un quadruplé contre Tahiti qui permet à l'Uruguay de remporter leur match (8-0). Grâce à cela, La Celeste put partir avec trois points dans le classement et se qualifier pour les demi - finales face au Brésil.
Un an plus tard, il est convoqué pour disputer la Coupe du monde 2014 où les uruguayens seront éliminés en huitièmes de finales par la Colombie sur un doublé de James Rodríguez. Hernández participera ensuite à la Copa America 2015 où l'Uruguay sera éliminée en quarts-de-finale par le Chili, futur vainqueur de la compétition. Il enchaîna lors de la Copa America 2016, la Celeste sortant durant les phases de poules.

## Statistiques

### Buts internationaux
| 0   | Date             | Lieu                                      | Compétition                                      | Résultat | Adversaire           | Détail | Détail             | Détail | Sél. |
| --- | ---------------- | ----------------------------------------- | ------------------------------------------------ | -------- | -------------------- | ------ | ------------------ | ------ | ---- |
| 1er | 11 août 2010     | Stade du Restelo, Lisbonne, Portugal      | Match amical                                     | V 0-2    | Angola               | 90e    | du pied gauche     | 0-2    | 1re  |
| 2e  | 29 mars 2011     | Aviva Stadium, Dublin, Irlande            | Match amical                                     | V 2-3    | République d'Irlande | 40e    | du pied gauche     | 1-3    | 3e   |
| 3e  | 2 septembre 2011 | Stade Metalist, Kharkov, Ukraine          | Match amical                                     | V 2-3    | Ukraine              | 87e    | du pied gauche     | 2-3    | 8e   |
| 4e  | 23 juin 2013     | Itaipava Arena Pernambuco, Recife, Brésil | Premier tour de la Coupe des confédérations 2013 | V 8-0    | Tahiti               | 2e     | de la tête         | 1-0    | 10e  |
| 5e  | 23 juin 2013     | Itaipava Arena Pernambuco, Recife, Brésil | Premier tour de la Coupe des confédérations 2013 | V 8-0    | Tahiti               | 24e    | du pied gauche     | 2-0    | 10e  |
| 6e  | 23 juin 2013     | Itaipava Arena Pernambuco, Recife, Brésil | Premier tour de la Coupe des confédérations 2013 | V 8-0    | Tahiti               | 45+1e  | du pied gauche     | 4-0    | 10e  |
| 7e  | 23 juin 2013     | Itaipava Arena Pernambuco, Recife, Brésil | Premier tour de la Coupe des confédérations 2013 | V 8-0    | Tahiti               | 67e    | s.p du pied gauche | 6-0    | 10e  |
| 8e  | 5 septembre 2014 | Dôme de Sapporo, Sapporo, Japon           | Match amical                                     | V 0-2    | Japon                | 70e    | du pied droit      | 0-2    | 15e  |
| 9e  | 6 juin 2015      | Estadio Centenario, Montevideo, Uruguay   | Match amical                                     | V 5-1    | Guatemala            | 57e    | du pied gauche     | 5-0    | 19e  |
| 10e | 13 octobre 2015  | Estadio Centenario, Montevideo, Uruguay   | Éliminatoires Coupe du monde 2018                | V 3-0    | Colombie             | 88e    | du pied gauche     | 3-0    | 24e  |
| 11e | 13 juin 2016     | Levi's Stadium, Santa Clara, États-Unis   | Premier tour de la Copa América Centenario       | V 3-0    | Jamaïque             | 21e    | du pied droit      | 1-0    | 27e  |

## Palmarès

### En club
| US Palerme - Championnat d'Italie Primavera - Champion en 2009 (it) - Coupe d'Italie - Finaliste en 2011 - Championnat d'Italie D2 - Champion en 2014 |  | Hull City - Barrages d'accession en Premier League - Vainqueur en 2016 |

### En sélection
| Uruguay - Copa América - Vainqueur en 2011 - Coupe des confédérations - Quatrième en 2013 |

### Distinctions personnelles
- Co-meilleur buteur du Championnat d'Amérique du Sud des moins de 20 ans 2009 (en) (5 buts), avec Walter, Robin Ramírez (en) et Hernán Pérez[5]
- Homme du match contre Tahiti lors de la Coupe des confédérations 2013
- Joueur du mois du Championnat d'Angleterre D2 (en) en janvier 2016 (en)[6],[7]
- Homme du match contre la Jamaïque lors de la Copa América Centenario